# カユーガ語
カユーガ語（カユーガご、カユーガ語: Gayogo̱hó:nǫ’、英: Cayuga language）は、イロコイ語族に属する言語である。